# Li Zhijian
Li Zhijian, in cinese 李之箭 (Haiyangxian, 1780 – 1870), è stato un artista marziale cinese.
Fu un importante maestro nella trasmissione del Qixing Tanglangquan. Anche conosciuto anche con i nomi di Li Sanjian (李三剪) e Li Kuaishou (李快手) e soprannominato “mano di lampo” (Shandian shou, 閃電手).

## Biografia
Li nacque nel 1780 a Haiyangxian (海揚縣), nella provincia di Shandong.
Lavorò come guardia del corpo e come scorta nelle carovane (Baobiao). Il lavoro lo portò a Jinan, nella prefettura Minhou in Fujian e nella capitale Pechino.
Trasmise il proprio sapere a Li Taibao (suo nipote), Hao Shunchang e Wang Yongchun (王永春).
Negli anni successivi il 1860, viaggiò molto nelle province del Nord e prestò servizio nella guardia di Tianjin, poi le sue tracce si persero.

## Contributo al Tanglangquan
Secondo alcuni maestri della città di Qingdao, Li Zhijian, codificò solo 2 Taolu: Bengbuquan (崩步拳) e Lanjiequan (攔截拳). Secondo altri a questi due si devono aggiungere anche 4 altri taolu: Shibasouquan (十八叟拳), Duogangquan (躲剛拳), ecc.